# Camille Danguillaume
Camille Danguillaume (Châteaulin, 4 de junio de 1919 - Arpajon, 26 de junio de 1950) fue un ciclista francés que fue profesional entre 1942 y 1950. Excelente rodador, sus principales éxitos serían la victoria a la Lieja-Bastogne-Lieja (1949) y el Critèrium Internacional (1946 y 1948). Murió el 1950, fruto de las heridas sufridas en una caída producida durante el Campeonato de Francia, en Montlhéry. 

## Palmarés
1946
- Critèrium Nacional (ex-æquo con Kléber Piot)

1948
- Critèrium Nacional

1949
- Lieja-Bastogne-Lieja
- 2º en el Campeonato de Francia en Ruta

## Resultados en Grandes Vueltas
Durante su carrera deportiva ha conseguido los siguientes puestos en las Grandes Vueltas:
| Carrera         | 1942 | 1943 | 1944 | 1945 | 1946 | 1947 | 1948 | 1949 | 1950 |
| --------------- | ---- | ---- | ---- | ---- | ---- | ---- | ---- | ---- | ---- |
| Giro de Italia  | -    | -    | -    | -    | -    | -    | -    | -    | -    |
| Tour de Francia | -    | -    | -    | -    | -    | Ab.  | Ab.  | Ab.  | -    |
| Vuelta a España | -    | -    | -    | -    | -    | -    | -    | -    | -    |
| Mundial en Ruta | -    | -    | -    | -    | -    | -    | -    | -    | -    |